# تپه عمویوردو
تپه عمویوردو مربوط به دوره ساسانیان - دوران‌های تاریخی پس از اسلام است و در شهرستان بوئین‌زهرا، روستای شاخدار واقع شده و این اثر در تاریخ ۲۵ اسفند ۱۳۷۹ با شمارهٔ ثبت ۳۲۰۱ به‌عنوان یکی از آثار ملی ایران به ثبت رسیده است.